# Parathyma strophia
Parathyma strophia är en fjärilsart som beskrevs av Jean Baptiste Godart 1823. Parathyma strophia ingår i släktet Parathyma och familjen praktfjärilar. Inga underarter finns listade i Catalogue of Life.